# Brechmorhoga vivax
Brechmorhoga vivax is een libellensoort uit de familie van de korenbouten (Libellulidae), onderorde echte libellen (Anisoptera).
De wetenschappelijke naam Brechmorhoga vivax is voor het eerst geldig gepubliceerd in 1906 door Calvert.